# ألكسندر الأول ملك جورجيا
ألكسندر الأول الأكبر (بالجورجية: ალექსანდრე I დიდი) (1386 - بين 26 أغسطس 1445 و7 مارس 1446)، من سلالة باغراتيوني ط، كان ملكًا (ميبي) لجورجيا من عام 1412 إلى عام 1442. وعلى الرغم من جهوده لاستعادة البلاد من الخراب الذي خلفه أمراء الحرب التركمان وغزوات تيمور، فإن جورجيا لم تتعاف أبدا وواجهت التفتت الحتمي الذي أعقبه فترة طويلة من الركود. كان ألكسندر هو الحاكم الأخير لجورجيا الموحدة التي كانت خالية نسبيًا من الهيمنة الأجنبية. وفي عام 1442، تنازل عن العرش وتقاعد في دير.